# المشرق (مترو دبي)
محطة المشرق (بالإنجليزية: Mashreq station)‏؛ هي محطة نقل سريع على الخط الأحمر لشبكة مترو دبي التي تخدم دبي في الإمارات العربية المتحدة، ومنها يمكن الوصول مباشرة إلى محطة إكسبو حيث موقع إكسبو 2020 أو إلى محطة جبل علي الانتقالية التي تنتهي في محطة مركز الإمارات العربية المتحدة للصرافة.

## التاريخ
حتى 18 مايو 2020، كانت تسمى شرف دي جي. بعد ذلك، تم تغيير اسم محطة الفهيدي إلى شرف دي جي في 24 نوفمبر 2020.
أغلقت المحطة في 16 أبريل 2024، بسبب سوء الأحوال الجوية.
في 5 سبتمبر 2024، تم تغيير اسم محطة المشرق إلى ماركت إنشورانس InsuranceMarket.